# ایهور ژورنیاک
ایهور ژورنیاک (اوکراینی: Жорняк Игорь Васильевич؛ زادهٔ ۲۵ ژانویهٔ ۱۹۷۶) بازیکن فوتبال است.